# 6 Heures de São Paulo 2013
Navigation
Édition précédente Édition suivante
Les 6 Heures de São Paulo 2013 se déroulent dans le cadre du Championnat du monde d'endurance FIA 2013, le 1er septembre 2013. Elles sont remportées par l'Audi R18 e-tron quattro du Audi Sport Team Joest, pilotée par André Lotterer, Marcel Fässler et Benoît Tréluyer, qui s'était élancée en tête. Environ 38 000 spectateurs assistent à la course. 

## Circuit

Le circuit d'Interlagos, cadre des 6 Heures de São Paulo.

Les 6 Heures de São Paulo 2013 se déroulent sur l'Autodromo José Carlos Pace, couramment surnommé circuit d'Interlagos, et situé dans la ville de São Paulo, au Brésil. Il est composé de deux lignes droites, dont la Reta Oposta, la plus longue du circuit. Ces deux lignes droites sont séparées par une section plus lente, formée d'une succession de courbes. Ce circuit est célèbre car il accueille la Formule 1.

## Qualifications
Voici le classement officiel au terme des qualifications. Les premiers de chaque catégorie sont signalés par un fond jauni.
| Position | Catégorie | Équipe                        | Temps          | Grille |
| -------- | --------- | ----------------------------- | -------------- | ------ |
| 1        | LMP1      | no 1 Audi Sport Team Joest    | 1 min 21 s 303 | 1      |
| 2        | LMP1      | no 2 Audi Sport Team Joest    | 1 min 21 s 353 | 2      |
| 3        | LMP1      | no 8 Toyota Racing            | 1 min 21 s 580 | 3      |
| 4        | LMP1      | no 12 Rebellion Racing        | 1 min 23 s 623 | 4      |
| 5        | LMP2      | no 26 G-Drive Racing          | 1 min 27 s 355 | 5      |
| 6        | LMP2      | no 49 Pecom Racing            | 1 min 27 s 830 | 6      |
| 7        | LMP2      | no 35 OAK Racing              | 1 min 28 s 300 | 7      |
| 8        | LMP2      | no 41 Greaves Motorsport      | 1 min 28 s 318 | 8      |
| 9        | LMP2      | no 32 Lotus                   | 1 min 28 s 556 | 9      |
| 10       | LMP2      | no 24 OAK Racing              | 1 min 28 s 577 | 10     |
| 11       | LMP2      | no 31 Lotus                   | 1 min 30 s 169 | 11     |
| 12       | LMP2      | no 45 OAK Racing              | 1 min 30 s 877 | 12     |
| 13       | LMGTE Pro | no 98 Aston Martin Racing     | 1 min 33 s 340 | 14     |
| 14       | LMGTE Pro | no 92 Porsche AG Team Manthey | 1 min 33 s 461 | 15     |
| 15       | LMGTE Pro | no 97 Aston Martin Racing     | 1 min 33 s 483 | 16     |
| 16       | LMGTE Pro | no 71 AF Corse                | 1 min 33 s 568 | 17     |
| 17       | LMGTE Pro | no 51 AF Corse                | 1 min 33 s 584 | 18     |
| 18       | LMGTE Pro | no 99 Aston Martin Racing     | 1 min 33 s 818 | 19     |
| 19       | LMGTE Pro | no 91 Porsche AG Team Manthey | 1 min 34 s 027 | 20     |
| 20       | LMGTE Am  | no 61 AF Corse                | 1 min 34 s 577 | 28     |
| 21       | LMGTE Am  | no 95 Aston Martin Racing     | 1 min 34 s 585 | 21     |
| 22       | LMGTE Am  | no 81 8Star Motorsports       | 1 min 34 s 616 | 22     |
| 23       | LMGTE Am  | no 96 Aston Martin Racing     | 1 min 34 s 773 | 23     |
| 24       | LMGTE Am  | no 88 Proton Competition      | 1 min 35 s 027 | 24     |
| 25       | LMGTE Am  | no 57 Krohn Racing            | 1 min 35 s 125 | 26     |
| 26       | LMGTE Am  | no 76 IMSA Performance Matmut | 1 min 35 s 297 | 27     |
| 27       | LMGTE Am  | no 50 Larbre Compétition      | 1 min 35 s 368 | 25     |
| –        | LMP2      | no 25 Delta-ADR (en)          | Pas de temps   | 20     |

## Résultats
Voici le classement officiel au terme de la course. 
- Les vainqueurs de chaque catégorie sont signalés par un fond jauni.
- Pour la colonne Pneus, il faut passer le curseur au-dessus du modèle pour connaître le manufacturier de pneumatiques.

| Position | Catégorie | n° | Équipe                  | Pilotes                                            | Châssis                                 | Pneus | Tours |
| Position | Catégorie | n° | Équipe                  | Pilotes                                            | Moteur                                  | Pneus | Tours |
| -------- | --------- | -- | ----------------------- | -------------------------------------------------- | --------------------------------------- | ----- | ----- |
| 1        | LMP1      | 1  | Audi Sport Team Joest   | André Lotterer Marcel Fässler Benoît Tréluyer      | Audi R18 e-tron quattro                 | M     | 235   |
| 1        | LMP1      | 1  | Audi Sport Team Joest   | André Lotterer Marcel Fässler Benoît Tréluyer      | Audi TDI 3.7 L Turbo V6 (Hybrid Diesel) | M     | 235   |
| 2        | LMP1      | 2  | Audi Sport Team Joest   | Allan McNish Tom Kristensen Loïc Duval             | Audi R18 e-tron quattro                 | M     | 232   |
| 2        | LMP1      | 2  | Audi Sport Team Joest   | Allan McNish Tom Kristensen Loïc Duval             | Audi TDI 3.7 L Turbo V6 (Hybrid Diesel) | M     | 232   |
| 3        | LMP1      | 12 | Rebellion Racing        | Nicolas Prost Nick Heidfeld Mathias Beche          | Lola B12/60                             | M     | 230   |
| 3        | LMP1      | 12 | Rebellion Racing        | Nicolas Prost Nick Heidfeld Mathias Beche          | Toyota RV8KLM 3.4 L V8                  | M     | 230   |
| 4        | LMP2      | 26 | G-Drive Racing          | Roman Rusinov John Martin Mike Conway              | Oreca 03                                | D     | 222   |
| 4        | LMP2      | 26 | G-Drive Racing          | Roman Rusinov John Martin Mike Conway              | Nissan VK45DE 4.5 L V8                  | D     | 222   |
| 5        | LMP2      | 35 | OAK Racing              | Bertrand Baguette Martin Plowman Ricardo González  | Morgan LMP2                             | D     | 221   |
| 5        | LMP2      | 35 | OAK Racing              | Bertrand Baguette Martin Plowman Ricardo González  | Nissan VK45DE 4.5 L V8                  | D     | 221   |
| 6        | LMP2      | 49 | Pecom Racing            | Luís Pérez Companc Pierre Kaffer Nicolas Minassian | Oreca 03                                | M     | 221   |
| 6        | LMP2      | 49 | Pecom Racing            | Luís Pérez Companc Pierre Kaffer Nicolas Minassian | Nissan VK45DE 4.5 L V8                  | M     | 221   |
| 7        | LMP2      | 41 | Greaves Motorsport      | Christian Zugel Gunnar Jeannette Björn Wirdheim    | Zytek Z11SN                             | D     | 217   |
| 7        | LMP2      | 41 | Greaves Motorsport      | Christian Zugel Gunnar Jeannette Björn Wirdheim    | Nissan VK45DE 4.5 L V8                  | D     | 217   |
| 8        | LMP2      | 45 | OAK Racing              | Jacques Nicolet Jean-Marc Merlin Keiko Ihara (en)  | Morgan LMP2                             | D     | 214   |
| 8        | LMP2      | 45 | OAK Racing              | Jacques Nicolet Jean-Marc Merlin Keiko Ihara (en)  | Nissan VK45DE 4.5 L V8                  | D     | 214   |
| 9        | LMGTE Pro | 51 | AF Corse                | Gianmaria Bruni Giancarlo Fisichella               | Ferrari 458 Italia GT2                  | M     | 212   |
| 9        | LMGTE Pro | 51 | AF Corse                | Gianmaria Bruni Giancarlo Fisichella               | Ferrari 4.5 L V8                        | M     | 212   |
| 10       | LMGTE Pro | 97 | Aston Martin Racing     | Darren Turner Stefan Mücke                         | Aston Martin V8 Vantage GTE             | M     | 212   |
| 10       | LMGTE Pro | 97 | Aston Martin Racing     | Darren Turner Stefan Mücke                         | Aston Martin 4.5 L V8                   | M     | 212   |
| 11       | LMP2      | 24 | OAK Racing              | Olivier Pla Alex Brundle David Heinemeier Hansson  | Morgan LMP2                             | D     | 212   |
| 11       | LMP2      | 24 | OAK Racing              | Olivier Pla Alex Brundle David Heinemeier Hansson  | Nissan VK45DE 4.5 L V8                  | D     | 212   |
| 12       | LMGTE Pro | 91 | Porsche AG Team Manthey | Jörg Bergmeister Patrick Pilet                     | Porsche 911 RSR (991)                   | M     | 210   |
| 12       | LMGTE Pro | 91 | Porsche AG Team Manthey | Jörg Bergmeister Patrick Pilet                     | Porsche 4.0 L Flat-6                    | M     | 210   |
| 13       | LMGTE Pro | 92 | Porsche AG Team Manthey | Marc Lieb Richard Lietz                            | Porsche 911 RSR (991)                   | M     | 209   |
| 13       | LMGTE Pro | 92 | Porsche AG Team Manthey | Marc Lieb Richard Lietz                            | Porsche 4.0 L Flat-6                    | M     | 209   |
| 14       | LMGTE Am  | 96 | Aston Martin Racing     | Jamie Campbell-Walter Stuart Hall                  | Aston Martin V8 Vantage GTE             | M     | 208   |
| 14       | LMGTE Am  | 96 | Aston Martin Racing     | Jamie Campbell-Walter Stuart Hall                  | Aston Martin 4.5 L V8                   | M     | 208   |
| 15       | LMGTE Am  | 81 | 8Star Motorsports       | Enzo Potolicchio Rui Águas Davide Rigon            | Ferrari 458 Italia GT2                  | M     | 208   |
| 15       | LMGTE Am  | 81 | 8Star Motorsports       | Enzo Potolicchio Rui Águas Davide Rigon            | Ferrari 4.5 L V8                        | M     | 208   |
| 16       | LMGTE Am  | 88 | Proton Competition      | Christian Ried Gianluca Roda Paolo Ruberti         | Porsche 911 GT3 RSR (997)               | M     | 207   |
| 16       | LMGTE Am  | 88 | Proton Competition      | Christian Ried Gianluca Roda Paolo Ruberti         | Porsche 4.0 L Flat-6                    | M     | 207   |
| 17       | LMGTE Am  | 76 | IMSA Performance Matmut | Raymond Narac Christophe Bourret Jean-Karl Vernay  | Porsche 911 GT3 RSR (997)               | M     | 207   |
| 17       | LMGTE Am  | 76 | IMSA Performance Matmut | Raymond Narac Christophe Bourret Jean-Karl Vernay  | Porsche 4.0 L Flat-6                    | M     | 207   |
| 18       | LMGTE Am  | 57 | Krohn Racing            | Tracy Krohn Niclas Jönsson Maurizio Mediani        | Ferrari 458 Italia GT2                  | M     | 203   |
| 18       | LMGTE Am  | 57 | Krohn Racing            | Tracy Krohn Niclas Jönsson Maurizio Mediani        | Ferrari 4.5 L V8                        | M     | 203   |
| 19       | LMGTE Am  | 50 | Larbre Compétition      | Julien Canal Patrick Bornhauser Fernando Rees      | Chevrolet Corvette C6                   | M     | 194   |
| 19       | LMGTE Am  | 50 | Larbre Compétition      | Julien Canal Patrick Bornhauser Fernando Rees      | Chevrolet 5.5 L V8                      | M     | 194   |
| 20       | LMGTE Pro | 98 | Aston Martin Racing     | Paul Dalla Lana Pedro Lamy Richie Stanaway         | Aston Martin V8 Vantage GTE             | M     | 186   |
| 20       | LMGTE Pro | 98 | Aston Martin Racing     | Paul Dalla Lana Pedro Lamy Richie Stanaway         | Aston Martin 4.5 L V8                   | M     | 186   |
| Abd      | LMGTE Am  | 95 | Aston Martin Racing     | Kristian Poulsen Christoffer Nygaard Nicki Thiim   | Aston Martin V8 Vantage GTE             | M     | 162   |
| Abd      | LMGTE Am  | 95 | Aston Martin Racing     | Kristian Poulsen Christoffer Nygaard Nicki Thiim   | Aston Martin 4.5 L V8                   | M     | 162   |
| Abd      | LMGTE Am  | 61 | AF Corse                | Jack Gerber Matt Griffin Marco Cioci               | Ferrari 458 Italia GT2                  | M     | 74    |
| Abd      | LMGTE Am  | 61 | AF Corse                | Jack Gerber Matt Griffin Marco Cioci               | Ferrari 4.5 L V8                        | M     | 74    |
| Abd      | LMGTE Pro | 99 | Aston Martin Racing     | Bruno Senna Rob Bell                               | Aston Martin V8 Vantage GTE             | M     | 61    |
| Abd      | LMGTE Pro | 99 | Aston Martin Racing     | Bruno Senna Rob Bell                               | Aston Martin 4.5 L V8                   | M     | 61    |
| Abd      | LMP2      | 25 | Delta-ADR (en)          | Tor Graves James Walker Robbie Kerr                | Oreca 03                                | D     | 58    |
| Abd      | LMP2      | 25 | Delta-ADR (en)          | Tor Graves James Walker Robbie Kerr                | Nissan VK45DE 4.5 L V8                  | D     | 58    |
| Abd      | LMGTE Pro | 71 | AF Corse                | Kamui Kobayashi Toni Vilander                      | Ferrari 458 Italia GT2                  | M     | 51    |
| Abd      | LMGTE Pro | 71 | AF Corse                | Kamui Kobayashi Toni Vilander                      | Ferrari 4.5 L V8                        | M     | 51    |
| Abd      | LMP2      | 31 | Lotus                   | Kevin Weeda Christophe Bouchut                     | Lotus T128                              | D     | 47    |
| Abd      | LMP2      | 31 | Lotus                   | Kevin Weeda Christophe Bouchut                     | Praga 3,6 L V8                          | D     | 47    |
| Abd      | LMP1      | 8  | Toyota Racing           | Anthony Davidson Sébastien Buemi Stéphane Sarrazin | Toyota TS030 Hybrid                     | M     | 25    |
| Abd      | LMP1      | 8  | Toyota Racing           | Anthony Davidson Sébastien Buemi Stéphane Sarrazin | Toyota 3.4 L V8 (Hybrid)                | M     | 25    |
| Abd      | LMP2      | 32 | Lotus                   | Thomas Holzer Dominik Kraihamer Jan Charouz        | Lotus T128                              | D     | 23    |
| Abd      | LMP2      | 32 | Lotus                   | Thomas Holzer Dominik Kraihamer Jan Charouz        | Praga 3,6 L V8                          | D     | 23    |